# Martin Perscheid
Martin Perscheid, född 1966 i Wesseling, död 31 juli 2021, var en skämttecknare som skapat serien Avgrunden som återkommer i dagstidningar världen över som enbildsskämt sedan 1994. Originalet är på tyska med titeln Perscheids Abgründe och representerar en tämligen svart humor.
Perscheid belönades 2002 med Max och Moritz-priset för bästa skämtserie på tyska och har även fått en kulturplakett av sin födelsestad. Han har ibland beskrivits som Skadeglädjens Mästare.
Av Martin Perscheid har utkommit ett tjugotal album med hans dagsteckningar.